# Richard Fiedler
Richard Fieldler foi um engenheiro da Alemanha que inventou no início do século XX o lança-chamas, arma que projeta chamas produzidas por algum líquido inflamável. Depositou a patente de sua invenção em 25 de abril de 1901 e recebeu dinheiro para prosseguir com o desenvolvimento do protótipo.